# جوك شو
جوك شو (بالإنجليزية: Jock Shaw)‏ (29 نوفمبر 1912 في المملكة المتحدة - 13 يونيو 2000 باسكتلندا في المملكة المتحدة) هو لاعب كرة قدم بريطاني (وحمل سابقاً جنسية المملكة المتحدة لبريطانيا العظمى وأيرلندا) في مركز الدفاع. شارك مع منتخب اسكتلندا لكرة القدم. أما مع النوادي، فقد لعب مع نادي رينجرز ونادي أردريونيانز ورابطة كرة القدم الاسكتلندية الحادية عشر ‏.

## مسيرته الكروية
لعب جوك شو خلال مسيرته الاحترافية مع نادِ واحدٍ في سبعة مواسم وسجل خلالها هدفًا واحدًا ضمن 133 مباراة. حيث فاز في أربعة مواسم بالكأس وفي أربعة مواسم بالدوري.
خاض جوك شو مسيرته مع نادي رينجرز في موسم 1946–47 ليلعب معه سبعة مواسم، مشاركًا في 133 مباراة سجل خلالها هدفًا واحدًا.

## وصلات خارجية
- جوك شو على موقع الاتحاد الإسكتلندي (الإنجليزية)
- جوك شو على موقع ناشيونال فوتبول تيمز (الإنجليزية)